# حي المطبة

## حي المطبة

### الموقع
"تنقسم مدينة الكويت القديمة إلى ثلاثة أجزاء رئيسية هي الشرق و القبلة و المرقاب، حيث تمتد الحدود الساحلية للشرق من موقع وزارة التخطيط السابق حتى السفارة البريطانية و برا من قصر دسمان حتى بوابة الشعب، أما حي المطبة فهو يقع في قلب منطقة الشرق بمساحة مربعة تقريبا تمتد من مخفر الشرق الحالي حتى سوق السمك الجديد بجانب سوق شرق و من مبنى لجنة المناقصات المركزي و مقبرة هلال حتى حي الميدان."(1)

### التسمية
يمر أحد الأسوار القديمة عبر حي المطبة ، وبعد تهدمه استعمله الصبية للعب و القفز.

### السكان
لقد سكن حي المطبة العديد من العوائل و الأسر الكويتية، وتناقل الكويتيون منذ القدم عاداتهم و تقاليدهم حيث في شهر رمضان يعج حي المطبة بالحركة و الحيوية و تتزين الدكاكين بأوراق الزينة و الأضواء و السلع الرمضانية، و يشاهد النساء و الصبية يبيعون النخي و الباجلا و الحلويات ليلا، على أطراف الشوارع تحت أنوار الفوانيس في و يتجمع الرجال في المساجد و المقاهي و الدواوين بينما يلعب الشباب في الشوارع حتى وقت متأخر من الليل و البعض ينتظر حتى يتجول أبو طبيلة(المسحراتي).
"و قبل قدوم العيد يتم تشييد ألعاب الأطفال التقليدية مثل القليلبة و المراجيح (الدوارف) و غيرها من الألعاب في الساحات المحيطة بحي المطبة و تسمى البراحة. و يقوم في أول أيام العيد وجهاء الحي من العائلات و الشباب بزيارة الأقرباء و الأصدقاء في نفس الحي ثم ينتقلون لزيارة معارفهم في دواوين الحي القبلي أو المرقاب و في اليوم الثاني من العيد يقوم أفراد من الحي القبلي برد الزيارة للحي الشرقي ومن ضمنها المطبة مما يؤكد بالتطبيق العملي ما تعيشه الكويت في ذلك الزمان من روح الأسرة الواحدة."(2)

#### الطابع العمراني
"يعتبر حي المطبة من أهم أحياء منطقة الشرق و أكثرها كثافة سكانية حيث تزدحم بطريقة غير منتظمة على الشوارع و الأزقة الضيقة"السكيك"، ويختلف نماذج بناء المساكن طبقا للمستوى الاجتماعي للأسر، فالبيوت التي كانت تبنى من الصخر الذي كان يجلب من عشيرج تعتبر بيوت الطبقة المتوسطة و الغنية."(3)

#### المساجد
اهتم الكويتيون بالتدين و أداء فريضة الصلاة على أوقاتها دوما منذ القدم، فأنشأوا المساجد بأحجامها الصغير و الكبير و فرقوها على الحي لتغطية عدد سكان المنطقة. و من أشهر هذه المساجد مسجد يقع في وسط حي المطبة المشهور باسم مسجد المطبة لمؤسسه شملان بن علي بن سيف الرومي سنة 1893م، وبناءه كان باشراف ملا حسين بن عبد الله التركيت، و أضاف حوله دكاكين ضمها وقف للمسجد ويذكر من هذه الدكاكين دكان مبارك الهدهود و غيره. و أول من أم المصلين فيه الملا أحمد بن عبد الله التركيت لمدة سنة. و تعاقب على إمامة مسجد المطبة العديد من الأئمة: منهم ملا حسين بن عبد الله التركيت لمدة ستين عاما، و الإمام الملا عبد الوهاب العصفور لثلاث سنين ، ثم الملا محمد بن محمد صالح التركيت واستمر الأخير في إمامة المصلين فيه أكثر من ثلاثين عاما.
وأيضاً اشتهرت هذه البقعة من منطقة الشرق بانتشار الحسينيات والتي تعتبر الأولى في تاريخ الكويت والوجود الشيعي وأول حسنية تم تاسيسها هي حسينية سيد عمران حيث تاسست في سنة 1815 و هدمت وجددت و تليها حسينية الجعفرية و تاسست في سنة 1825 و يطلق عليها أم الحسينيات أما أقدم حسينية ولا تزال موجودة هي حسينية معرفي القديمة وتاسست عام 1905 ميلادي وعمر الحسينية الآن 106 سنوات أسسها الحاج محمد حسين نصر الله معرفي عام, والتي لازالت قائمة حتى يومنا هذا وتنشط خاصة خلال ليالي شهر محرم الحرام.

#### المدارس
أثمر عن حي المطبة كثير من الأدباء و شعراء الأدب, حيث يعتبر منارة من منارات الثقافة و الفكر في الكويت.
أقيم في حي المطبة ثلاث مدارس نظامية حكومية حديثة و عدد من المدارس الأهلية و الكتاتيب.
و تتوزع المدارس النظامية الحكومية إلى ثلاث:
- المدرسة الشرقية تقع في شمال حي المطبة.
- مدرسة النجاح و تقع في وسط الحي بقرب مسجد المطبة.
- مدرسة الصباح و تقع على الحدود القبلية للحي

#### أعمال أهل المطبة
يعد البحر و التجارة هما المورد الرئيسي للحي ولربما العمل في البحر أكثر من التجارة.
و يوجد في حي المطبة الكثير من العوائل الكويتية التي تملك مختلف أنواع السفن التجارية و كذلك سفن الغوص عن اللؤلؤ كما يسكن الحي عدد من النوخذة و غواصين اللؤلؤ فيما يشتغل آخرين في صيد الأسماك و مزاولة بعض الحرف و المهن كالنجارة لبناء السفن (القلاليف) و إنشاء مستلزمات المساكن كالأبواب و الشبابيك في حين تتولى بعض العوائل بناء المساكن بمختلف أشكالها كعائلة البحوة بلإضافة إلى الأعمال الأخرى.
- مجلة ابتسامة مقابلة سليمان محمد ملا التركيت - شركة المشروعات السياحية - دولة الكويت